# Ko Zandvliet
Ko Zandvliet, né le 23 novembre 1993, est un acteur et musicien néerlandais.

## Carrière
Zandvliet joue dans le film Sonny Boy pour la première fois devant la caméra. Son premier rôle principal est notamment dans le film Razend (nl) qui est basé sur un livre de Carry Slee. Puis, il suit des rôles dans les films télé comme Boys (Jongens), Sunny Side Up et le court-métrage Cowboys Janken Ook qui a été montré sur le Berlinale en 2014. En 2017 et 2018 , Zandvliet joue dans la série télé Familie Kruys en remplacement pour Jonas Smulders.
Ko Zandvliet spielt in den Bands _Jungle by Night_ und _Gallowstreet Brass Band_ Posaune. In der dreiköpfigen Band _    _ trommelt er neben seinem Bruder Dirk Zandvliet und Bo Kriek

Ko Zandvliet fait partie des plusieurs groupes de musique. L'un s'appelle  Jungle By Night, composé de Bo Floor, Sonny Groeneveld, Jac van Exter, Pieter van Exter, Peter Peyskens, Younes Tool, Pyke Pasman, Gino Groeneveld et Tienson Smeets. L'autre est Gallowstreet Brass Band. Il y est comme tromboniste. Un groupe à trois, appelé Brass Rave Unit compose lui, son frère Dirk Zandvliet et Bo Floor.

## Filmographie sélective

### Cinéma
- 2011 : Sonny Boy de Maria Peters : Wim à 19 ans
- 2011 : Razend (nl) de Dave Schram : Sven
- 2011 : Drone (Short movie) de Jaap van Heusden : Tim
- 2013 : Cowboys Janken Ook de Mees Peijnenburg : Sven
- 2014 : Tussen 10 en 12 (Between 10 and 12) de Peter Hoogendoorn : le fils
- 2014 : IJspaard d'Elan Gamaker : Jo
- 2015 : Boys (Jongens) de Mischa Kamp : Marc

### Télévision
- 2014 : Boys (Jongens) de Mischa Kamp : Marc
- 2015 : Sunny Side Up de Lourens Blok : Mick
- 2017 - 2018 : Familie Kruys : Arnoud Smit
- 2019 : Jourdy Season : Doctor 1